# Xã North, Quận Harrison, Ohio
Xã North (tiếng Anh: North Township) là một xã thuộc quận Harrison, tiểu bang Ohio, Hoa Kỳ. Năm 2010, dân số của xã này là 1.717 người.